# Чехова (Ивано-Франковская область)
Чехова (укр. Чехова) — село в Гвоздецкой поселковой общине Коломыйского района Ивано-Франковской области Украины.
Население по переписи 2001 года составляло 339 человек. Занимает площадь 6.298 км². Почтовый индекс — 78260. Телефонный код — 233.